# گارد لندن
گارد لندن (انگلیسی: London Guards) گردان پیاده‌نظام سبک نیروی زمینی بریتانیا و مجموعه‌ای از گروهان‌های گارد اسکاتلندی و گارد ایرلندی است، که در سال ۱۹۹۳ تأسیس شد.
گارد لندن یک تشکیلات اداری در ارتش بریتانیا است که شامل گروه‌های ذخیره گارد گرنادیر، کلداستریم، گارد اسکاتلندی و گارد ایرلندی می‌شود. در زمان تشکیل، این گروهان‌ها پرسنل خود را از هنگ لندن جذب می‌کردند که تاریخچه آن به تشکیل آن هنگ در سال ۱۹۰۸ برمی‌گردد، زمانی که ۲۶ گردان نیروی داوطلب جداگانه گرد هم آمدند. گارد لندن یک هنگ نیست؛ این گروهان‌ها یونیفرم می‌پوشند و از سنت‌های هنگ گارد پیاده خود پیروی می‌کنند.